# Kataplasma
Das Kataplasma (lat. cataplasma, griech. katáplasma „Aufgestrichenes; Salbe“, von gr. plassō „streiche“) ist ein Breiumschlag mit einer weichen Paste aus Pflanzen und/oder anderen Arzneistoffen.
Als Kataplasma wird ein Breiumschlag (Wickel) bezeichnet, der äußerlich auf der Haut aufgelegt wird. Als Einsatzgebiete gelten neben der Schmerzlinderung und Entzündungstherapie noch Gelenkbeschwerden, Hauterkrankungen und Juckreiz. Die Salbe besteht häufig aus einem Kartoffel- oder Leinsamenbrei, kann aber auch andere zerstoßene Gemüse, Kräuter und Heilpflanzen enthalten. Neben den Pflanzenwirkstoffen kommt dabei die physikalische Eigenschaft zum Tragen, Wärme oder Kälte langanhaltend zu speichern. Rezepte für Kataplasmen finden schon seit Jahrhunderten Anwendung und zählen in vielen Kulturen zu den traditionellen Naturheilmitteln.
Entsprechende pharmazeutische Formulierungen werden im europäischen Arzneibuch unter der Bezeichnung „Umschlagpaste“ definiert: Es handelt sich um eine hydrophile, wärmespeichernde Grundlage, in der die Wirkstoffe dispergiert sind. Umschlagpasten werden üblicherweise in dicker Schicht auf ein Tuch aufgestrichen und vor dem Auflegen auf die Haut erwärmt.